# هاش براون
هاش براون, همچنین با نام‌های سیب‌زمینی سرخ‌کرده و هاش براونز شناخته می‌شود، یک غذای صبحانه محبوب آمریکایی است که از سیب‌زمینی‌های ریز شده که تا طلایی شدن سرخ شده‌اند، تشکیل شده است. هاش براون‌ها یک آیتم اصلی صبحانه در داینرها در آمریکای شمالی هستند، جایی که معمولاً روی یک صفحه پخت بزرگ یا گریل سرخ می‌شوند.
هاش براون‌ها همچنین به عنوان یک محصول تولید انبوه در اشکال یخ‌زده و خشک‌شده به فروش می‌رسند.

## ریشه‌شناسی
کلمه هاش از کلمه فرانسوی hacher به معنای «خرد کردن» یا «برش دادن» گرفته شده است. به عبارت دیگر، سیب‌زمینی‌های سرخ‌کرده می‌توانند به‌طور تحت‌اللفظی به عنوان «سیب‌زمینی‌های خرد شده و سرخ شده» تفسیر شوند.

## تاریخچه
دستور پخت زیر برای «سیب‌زمینی‌های سرخ‌کرده قهوه‌ای» در نسخه ۱۸۳۵ از سالنامه مؤسسه کشاورزی مینه‌سوتا ظاهر می‌شود:
سیب‌زمینی‌های پخته سرد را خرد کرده و با نمک و فلفل مزه‌دار کنید. مقداری روغن حیوانی به تابه اضافه کنید. سیب‌زمینی‌ها را اضافه کرده، بپوشانید و به آرامی بپزید تا سیب‌زمینی‌ها به خوبی قهوه‌ای شوند. سپس آن‌ها را برگردانید و در یک بشقاب گرم سرو کنید.
هاش براون‌ها برای اولین بار در منوهای صبحانه در نیویورک در دهه ۱۸۹۰ ظاهر شدند. نام آن به تدریج به «سیب‌زمینی‌های هاش براون» تغییر یافت.

## آماده‌سازی

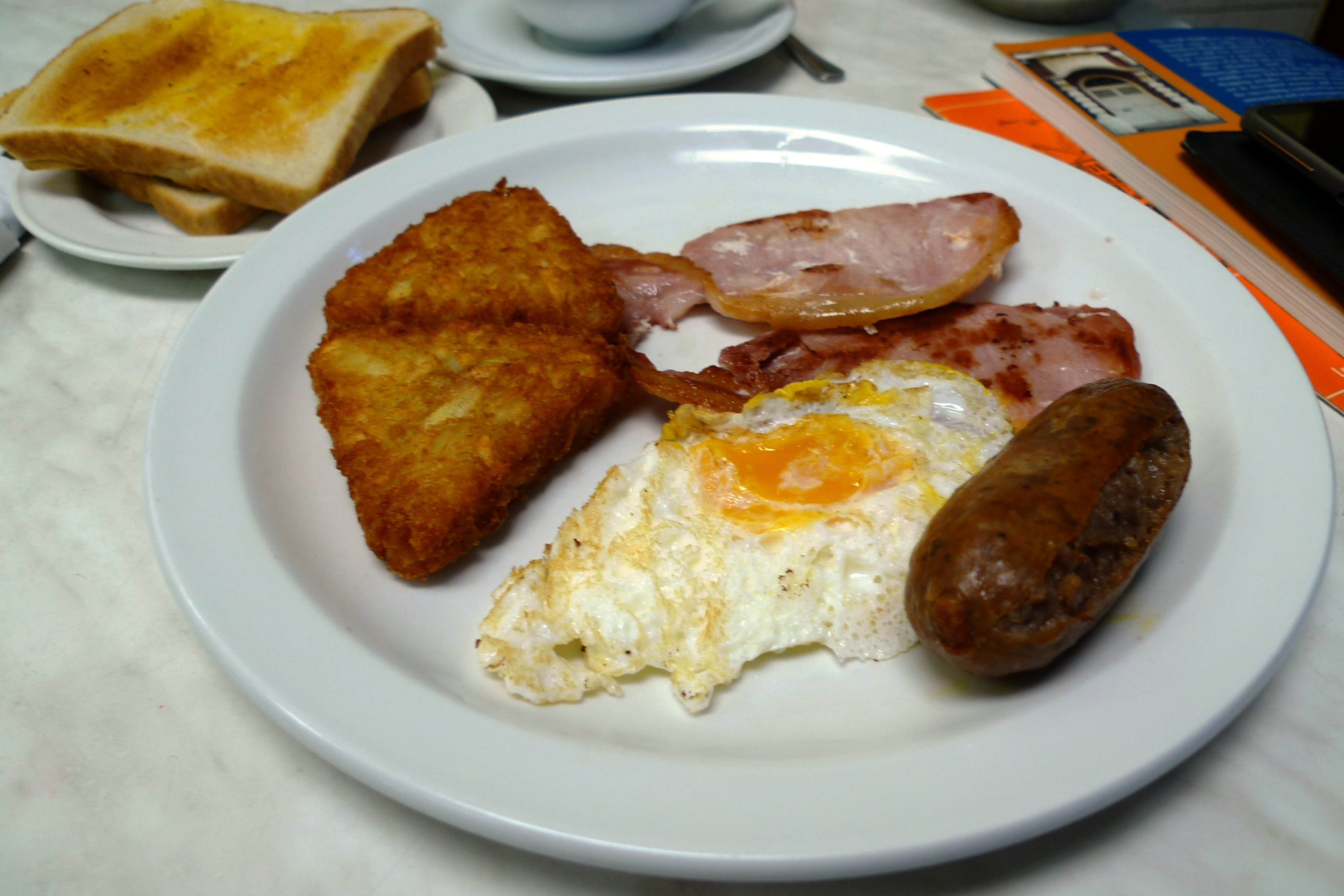
هاش براون اغلب به عنوان بخشی از صبحانه انگلیسی سرو می‌شود.

یک سرآشپز ممکن است هاش براون‌ها را با رنده کردن سیب‌زمینی یا شکل‌دادن به سیب‌زمینی‌های ریز شده به پتی‌ها قبل از سرخ کردن با پیاز تهیه کند (رطوبت و نشاسته سیب‌زمینی می‌تواند آن‌ها را به هم بچسباند)؛ با این حال، اگر یک عامل چسباننده (مانند تخم‌مرغ یا آرد) اضافه شود، چنین تهیه‌ای به عنوان پنکیک سیب‌زمینی شناخته می‌شود.
هاش براون‌ها گاهی به شکل پتی تهیه شده و برای سهولت در حمل و نقل منجمد می‌شوند، و شکل فشرده و تخت آن‌ها همچنین می‌تواند در یک توستر یا توستر پخته شود. برای بهترین نتیجه، هم در پخت و هم در طعم، توصیه می‌شود که هاش براون‌ها با استفاده از سیب‌زمینی‌های نشاسته‌ای مانند سیب‌زمینی راسیت تهیه شوند. اگر یک ظرف از سیب‌زمینی‌های سرخ‌کرده شامل گوشت خرد شده، باقی‌مانده‌ها یا سبزیجات دیگر باشد، معمولاً به آن هاش گفته می‌شود.
هاش براون‌ها همچنین به عنوان یک غذای خشک‌شده تولید می‌شوند که گاهی توسط کوهنوردان استفاده می‌شود.
در ایالات متحده، هاش براون‌ها ممکن است به سیب‌زمینی‌های رنده شده و سرخ‌شده یا سیب‌زمینی‌های مکعبی اشاره داشته باشد، که دومی همچنین به عنوان سیب‌زمینی سرخ‌کرده روستایی یا سیب‌زمینی‌های خانگی شناخته می‌شود. برخی از دستورها پیاز خرد شده یا مکعبی را اضافه می‌کنند، و زمانی که فلفل دلمه‌ای به سیب‌زمینی‌های مکعبی اضافه شود، این ظرف به عنوان سیب‌زمینی اوبراین شناخته می‌شود.